# 루이 필리프 1세
루이 필리프 1세(프랑스어: Louis-Philippe Ier, 1773년 10월 6일 ~ 1850년 8월 26일)는 프랑스의 왕(재위: 1830년 ~ 1848년)이다. 본명은 루이 필리프 도를레앙(Louis-Philippe d'Orléans)이다. 그는 스스로를 프랑스인의 왕으로 칭했다. 그의 아버지의 별명이 평등한 필리프(Philippe Égalité)인 고로 프랑스 혁명 중에는 평등한 자의 아들(Égalité fils)로 불렸으며 나중에 1830년부터 1848년까지 프랑스의 왕으로 지냈다.
그는 자신의 통치 모델로 선택한 영국의 정치 제도에 열광하였으며, 그의 통치기간 동안에는 금융과 수공업 부르주아들이 빠르게 자본을 쌓아갔던 반면 노동자들은 극도로 비참했다. 그로 인한 끊임없는 민중 반란이 그의 통치의 막을 내리게 하였다. 그는 손자 필리프에게 양위하고 피신했지만, 왕정의 붕괴를 막지 못했다.

## 생애

### 어린 시절
파리에서 루이 필리프 도를레앙은 오를레앙 공작(duc d'Orléans)이며 평등한 필리프(Philippe Égalité)이라고 알려진
루이 필리프 조셉 도를레앙(1747년-1793년)과 루이즈 앙리에트 마리 아데라이드 드 부르봉(1753년-1821년)의 아들로 태어났다. 루이 13세의 아들이자 루이 14세의 남동생 오를레앙 공작 필리프 도를레앙의 4대손이 된다. 루이 15세 시대의 섭정이었으며 루이 14세로부터 잠재적 왕위 도전자로 견제받았던 필리프 2세 도를레앙 공작은 그의 증조부였다.
1785년 죽은 그의 할아버지의 발루아의 공작(duc de Valois)의 작위를 1774년 출생할 때 수여받았고 그리고 이어서 샤르트르의 공작(duc de Chartres)를 받았다. 그의 아버지와 마찬가지로 그는 프랑스 혁명에 참여하였다. 그는 사령관으로써 발미, 제마프, 네르빈덴 전투에 참전하였다.
1790년 자코뱅 당에 들어갔다가 1792년 아버지가 처형당하자 그의 상관인 뒤무리에 장군을 따라서 루이 필리프는 1793년을 오스트리아에서 보냈고 미국의 필라델피아에서 4년을 망명하는 등 인생의 방황기를 보냈다. 나폴레옹 보나파르트가 권력을 잡았지만 그의 추방생활은 끝나지 않았다. 1809년 루이 필리프는 양시칠리아 왕국의 공주이고 페르난도 1세의 딸인 마리 아멜리 드 부르봉(1782년 - 1866년)과 결혼을 한다.
 그들은 열명의 자녀를 두었다.

### 청년기
1814년 나폴레옹 보나파르트가 사임을 한 후, 루이 필립은 프랑스로 돌아와서 살기 시작했고 자유사상을 보호하는 데 힘썼으며 팔레 루아얄과 오를레앙공작(duc d'Orléans)작위를 받았다.
그는 프랑스 혁명 중 재산을 잃은 사람들을 위한 보상법으로 가장 혜택을 많이 본 사람이다.
루이 18세와 샤를 10세 치하의 부르봉 왕정복고기간 동안 루이 필리프의 인기는 커졌다. 그는 극단적인 왕권주의에 반대했고 프랑스 혁명의 이념을 잊지 않았다. 루이 필리프는 자녀들을 일반고등학교에 보냈고 겸손하고 평범하게 행동하는 방법을 알았다. 루이 18세가 죽은 다음날, 그는 새로운 프랑스의 왕 샤를 10세에 의해 왕위계승권을 얻었다.

## 프랑스인의 왕

### 즉위 과정
1830년 7월 혁명이 샤를 10세를 타도하기 위해 일어났다. 샤를 10세는 '루이 필리프'를 왕실 군단의 사령관으로 임명했다.
루이 필리프는 금융 귀족들의 지지로 하원 의회에 의해 《프랑스인의 왕》으로 발표되었다.(《프랑스의 왕》이 아니다.)
이 새로운 직위는 국민에 국민의 왕정정치를 나타내는 하나의 충격이었다. 그러므로 루이 필리프의 왕정은 국민의 대표와 왕사이의 하나의 계약서가 기반이 되는 계약 왕정이었다. 7월 왕정이라고도 불리는 이 새로운 왕정의 다른 상징은 왕정복고때의 하얀 국기를 현재의 프랑스의 국기로 교체한 것이다. 국민들의 지지와 함께 루이 필리프가 권력에 오르는 것은 유럽 각국 왕궁의 적대감을 샀고 루이 필리프는 폭동왕 혹은 시민왕 이란 별명을 얻게 되었다.

### 통치
루이 필리프의 왕권에 이의를 제기한 앙리 5세의 지지자들은 정통왕정파를 이루었다. 사실 《진짜》 왕정파들은 샤를 10세가 왕위에 있는 것처럼 여겼으며 그의 왕위 계승은 무효라고 여겼다.
- 1832년 루이 필리프의 딸, 루이즈가 레오폴 1세와 결혼함으로써 벨기에의 첫 번째 왕비가 되었다. 1832년 5월, 영국, 러시아 그리고 프랑스라는 세 열강국 간의 회의가 영국 런던에서 열렸다. 이 런던 회의는 그리스에 안정적인 정부를 성립하기 위해 모인 국제 회의였다. 이 협상으로 바이에른 왕자 오톤을 국왕으로 세워 그리스 왕국이 성립하였다. 같은 해 6월 5일부터 6일까지, 7월 왕정에 불만을 품고 있던 공화주의자들이 국왕의 유력한 조력자이자 추밀원 의장인 카지미르 피에르 페리에가 5월 16일에 사망하고, 뒤이어 나폴레옹 휘하의 장군이자 자유주의 정치가인 장 막시밀리앙 라마르크가 6월 1일에 사망한 것을 계기로 봉기(6월 봉기)를 일으켰다.

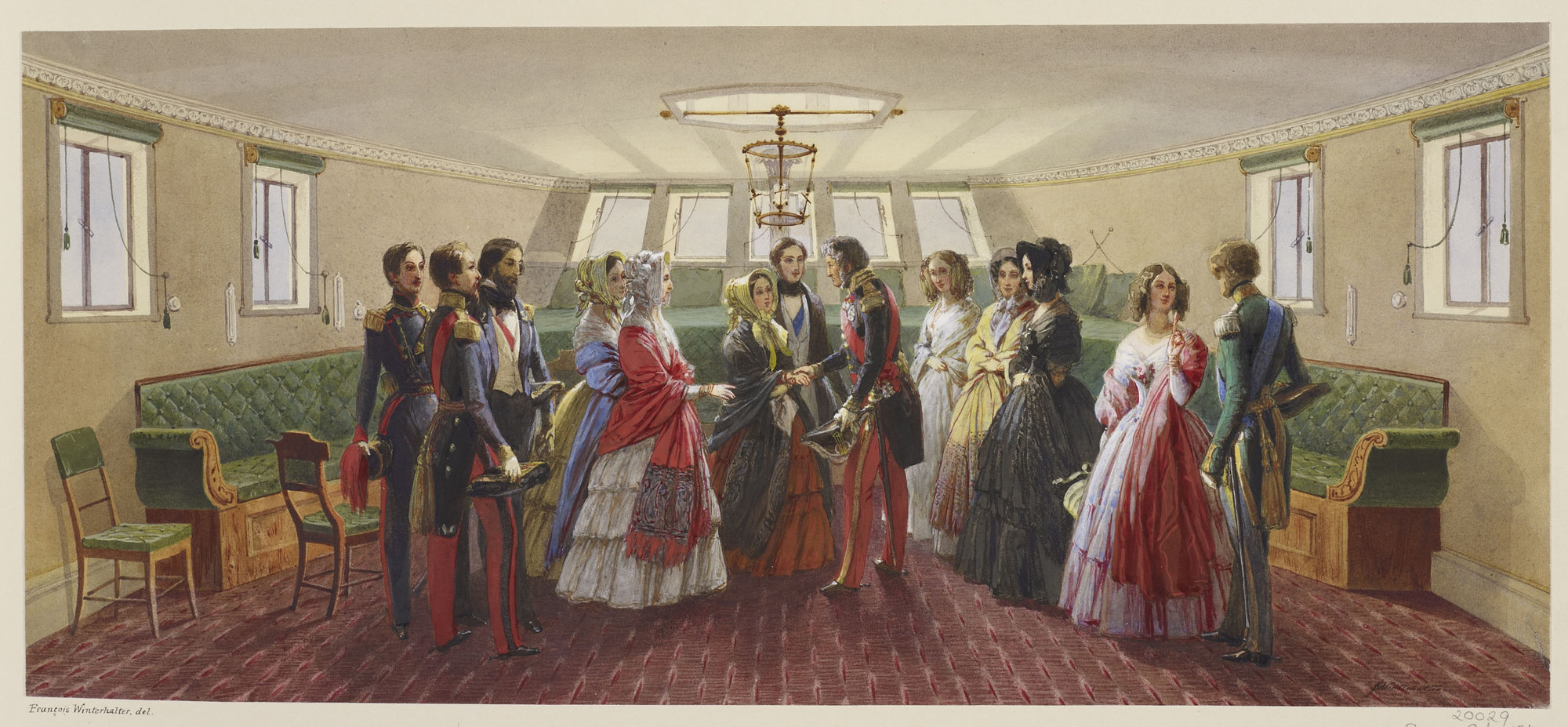
빅토리아 여왕과 작별인사를 하는 루이 필리프
(프란츠 크사버 빈터할터 작, 1843년~1844년 경)

미국에서는 앤드루 잭슨이 1829년 대통령으로 취임하였는데, 미국과 프랑스 사이에서는, 나폴레옹 시대까지 거슬러 올라가는, 미국 선박들의 나포에 따른 약탈에 보상 요구가 긴장 관계를 야기하였다. 프랑스 해군이 미국 선박들을 나포하고 어떤 보상이나 사법적 절차도 없이 강제 노역을 시키고서는 스페인의 항구로 그 배들을 끌고 갔었다. 미국의 국무장관 마틴 밴 뷰런에 따르면, 미국과 프랑스 간의 관계는 "희망이 없었다."  그러나, 잭슨 정부의 주(駐)프랑스 공사 윌리엄 캐벨 리브스는 외교를 통하여, 배상금으로 2500만 프랑(500만달러)를 지급하는 배상금 조약에 프랑스가 서명(1831년 7월 4일)하도록 하였다. 그런데, 프랑스 정부는 내부의 재정 결핍과 정치적 어려움으로 납부를 연체하였다. 루이 필리프 1세와 그의 내각은 프랑스 대의원(代議院)을 비난하였다. 1834년까지도 프랑스 정부가 보상금을 지급하지 않자, 잭슨은 분노하였고 더 이상 참을 수 없게 되었다. 1834년 12월 1일, 메시지를 통한 제6차 국정 연설에서 프랑스 정부의 납입 연체를 단호하게 질책하고, 미연방정부는 프랑스 정부에 단단히 실망했다는 점을 표명하고, 프랑스에 대한 무역 보복을 승인해 줄 것을 의회에 요청하였다. 잭슨의 성명에 모욕감을 느낀 프랑스인들은 사과를 요구하였다. 1835년 12월 7일자, 메시지를 통한 제7차 국정 연설에서 잭슨은 사과하기를 거절하면서, 그는 프랑스인들에 대해 좋은 견해를 가지고 있으며 그의 의도는 평화적인 것이라고 해명하였다. 그는 조약의 배경이 되는 역사에 대해서 길고도 자세하게 설명하였고, 또한 프랑스 정부가 의도적으로 지급을 지연하는 것이라는 그의 신념도 설명하였다. 프랑스 정부는 잭슨의 교서를 진지하게 받아들이고 1836년 2월에 마침내 보상금을 지급하였다.
- 1838년 루이 필리프는 멕시코 제과전쟁을 위하여 군대를 파견한다.
- 1842년부터 코트디부아르 점령이 시작된다. 프랑스 군대는 먼저 아씨니부터 점령했다.
- 1843년 에티오피아 쉐아의 지도자 사흘레 셀라시에와 우호와 통상 협정을 맺다.

프랑스와 영국이 협정을 맺으면서 루이 필리프는 1844년 윈저 성을 방문하지만 루이 필리프는 영국의 빅토리아 여왕을 그의 성에서 1843년과 1845년에 두 번 맞는다.
몇 년 동안, 루이 필리프는 그의 선임자들이 보여주었던 거만하고 막대한 지출을 하는 것을 피하며 겸손하게 국가를 운영했다. 처음에는 그는 시민왕으로 불리는 것을 좋아했다. 그의 인기는 그의 내각이 점점 왕정주의와 보수주의로 변모하자 추락하기 시작했다. 일반 시민들의 삶의 질이 악화되었고 봉급의 격차는 엄청나게 벌어졌다. 1846년부터 1848년사이의 경제위기는 공화당 당원들이 왕에 대항하는 새로운 혁명모임을 야기시켰다. 그리하여 산업 자본가·공화파의 소시민층·노동자들로부터 반감을 사게 되어, 1848년 2월 혁명 때 왕위를 잃고 영국으로 망명하였다.

### 암살 미수 사건

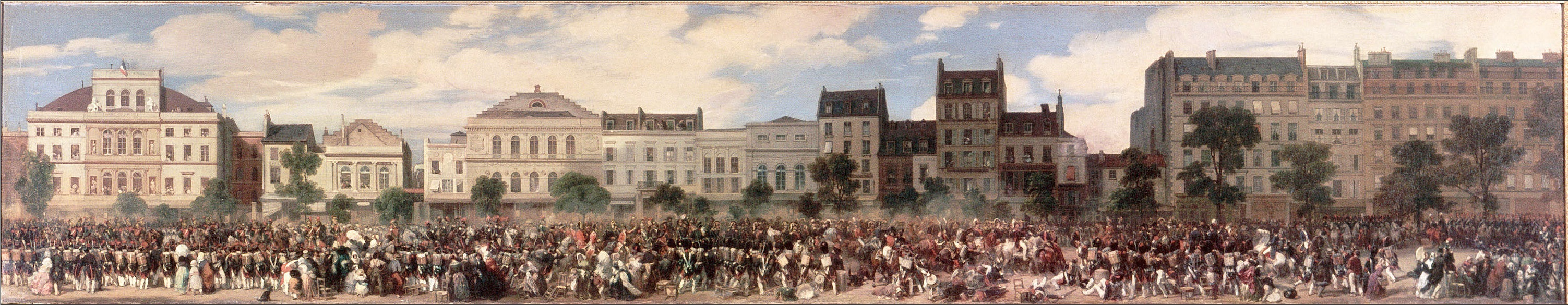
1835년 7월 28일 외젠 라미가 그린 국민방위군 사열, 피에스키 공격 사건

1835년 7월 28일, 루이 필리프는 파리에서 주세페 마리오 피에스키외 2명에게 암살 시도를 당했으나 실패했다. 프랑스 혁명을 기념하는 국왕의 파리 국민방위군 연례 검열 기간 동안, 루이 필리프 는 세 아들, 오를레앙 공작 페르디낭 필리프, 느무르 공작 루이, 주앙빌 공작 프랑수아 도를레앙을 비롯한 수많은 측근, 참모들과 함께 파리 시내 공화국 광장 과 바스티유를 연결하는 탕플 대로를 지나가고 있었다.
이때 코르시카 출신의 전직 군인인 피에스키는 직접 만든 무기인 발리건으로 행렬을 공격했는데, 이 무기는 나중에 지옥의 기계(Machine infernale)라는 별명이 붙게 된다. 이 장치는 나무 프레임에 고정된 25개의 총신으로 구성되어 동시에 발사할 수 있었다. 이 장치는 피에스키가 임대했던 50번지 불바르 뒤 수도원(Boulevard du Temple) 3층에서 발사되었다(기념패가 그 후에 새겨짐). 총알은 그의 이마 바로 옆을 간신히 스쳤다. 이때 피에스키 등의 저격으로 8군단의 조셉 리외섹 중령과 다른 장교 8명, 트레비즈 공작 모르티에 원수, 라페 대령, 지라르 장군, 빌라트 대위, 베리니 라 샤스 장군, 여성 1명, 14세 소녀, 남성 2명을 포함하여 18명이 사망하고, 22명이 부상당했다. 왕과 왕자들은 무사히 탈출했다.

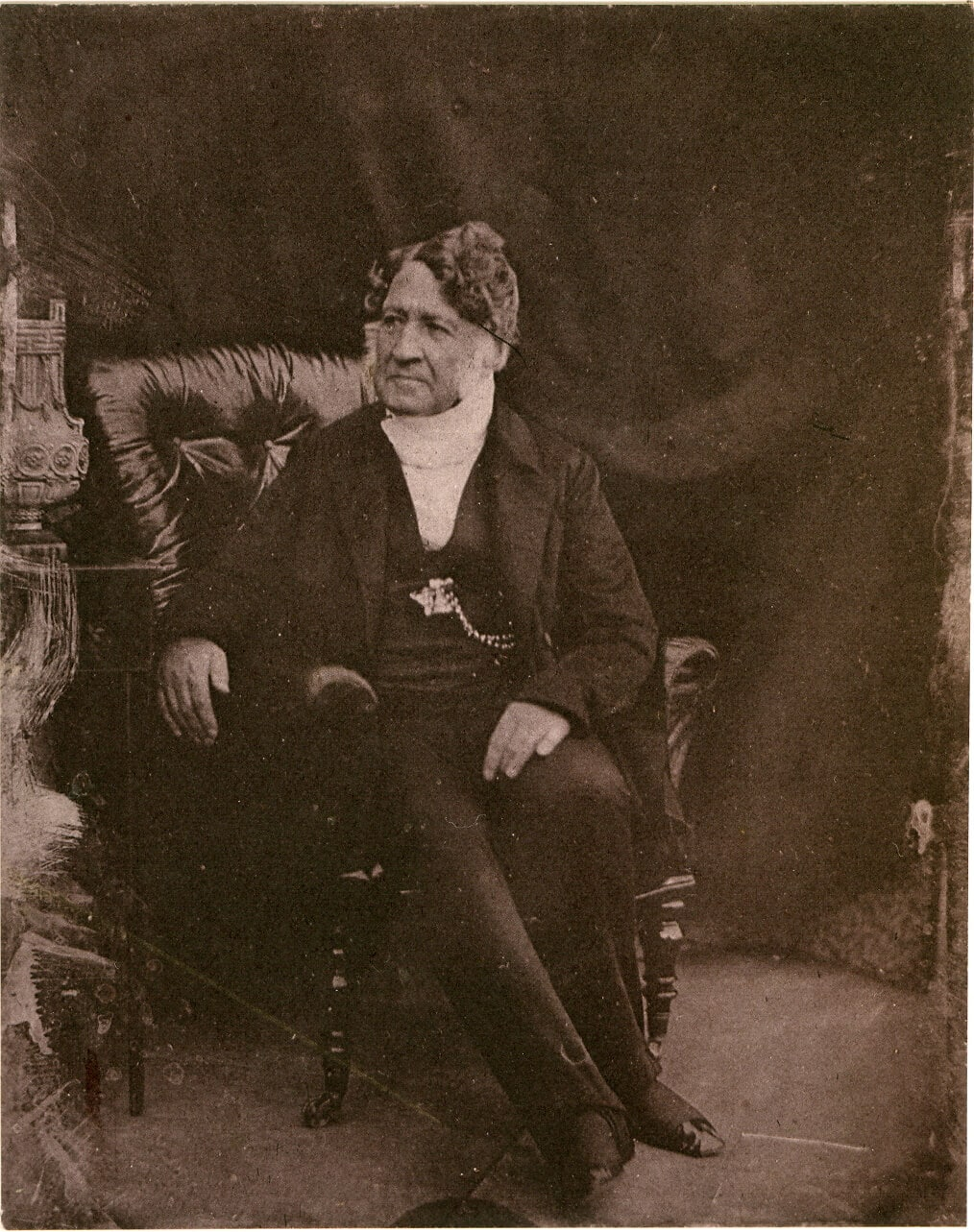
루이 필리프의 사진
(1843년, 다게레오타이프)
그는 실물 사진을 남긴 프랑스의 최초의 군주였댜.)

피에스키의 총은 발사되자마자 여러 개의 총신이 파열되었고, 그는 중상을 입고 곧 체포되었다. 그는 이듬해 두 명의 공범과 함께 단두대 에서 처형되었습니다. 루이 필리프는 왕궁 화가 호레이스 베르네 등에게 이 사건을 그림으로 그리라고 지시했다.

### 권력양위와 추방

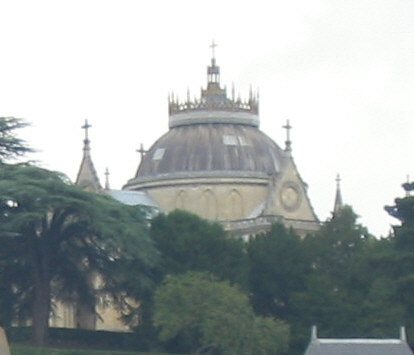
드뢰(Dreux)의 생루이 성당

폭동의 전개 이전, 루이 필리프는 1848년 2월 24일 자신의 어린 손자 필리프 드 파리 백작에게 왕권을 양도했다. 루이 16세와 마리 앙투아네트와 같은 일을 겪을까봐 그는 변장을 하고 《Mr Smith》라는 평범한 마차를 타고 파리를 떠나 영국으로 도망갔다.
하지만 상원의회는 그의 손자를 왕으로 인정함에도 불구하고 생각을 바꿔서 여론을 쫓아 프랑스 제2공화국의 발표를 결정한다.
루이 필리프와 그의 가족은 영국에서 그의 죽음(1850년 8월 26일)까지 클레어몬트에서 지낸다. 브리스톨 후작과의 우정으로 그의 사저인 익워스 하우스에서 여생을 보내게 된다.
루이 필립은 1850년 8월 26일 클레어몬트에서 사망했다. 그는 처음에 서리주 웨이브리지 에 있는 세인트 찰스 보로메오 예배당에 안치됐다. 1876년 그의 시신과 그의 부인의 시신은 1816년 드뢰에 루이 필리프의 어머니가 건설하고 1820년대 루이 필리프가 성장한 드뢰에 왕실 성당으로 옮겨졌다.

## 가족 관계

### 형제
- 앙투안 필리프 몽빵시에 공작
- 아델라이드
- 루이 샤를 보졸레 백작

### 자녀
| 사진 | 이름                          | 생일             | 사망                   | 기타                                                                                             |
| ---- | ----------------------------- | ---------------- | ---------------------- | ------------------------------------------------------------------------------------------------ |
|      | 페르디낭 필리프 도를레앙 공작 | 1810년 9월 3일   | 1842년 7월 13일(31세)  | 오를레앙 공작, 도팽 메클렌부르크슈베린의 헬레네와 결혼, 2남                                      |
| \|   | 루이즈                        | 1812년 4월 3일   | 1850년 10월 11일(38세) | 벨기에 레오폴 1세와 결혼, 3남 1녀                                                                |
|      | 마리                          | 1813년 4월 12일  | 1839년 1월 6일(25세)   | 알렉산더 폰 뷔르템베르크 공작과 결혼, 1남                                                        |
|      | 루이                          | 1814년 10월 25일 | 1896년 6월 26일(81세)  | 네무르 공작 빅토리아 폰 작센코부르크고타 공녀와 결혼, 2남 2녀                                    |
|      | 프랑수아즈                    | 1816년 3월 26일  | 1818년 5월 20일(2세)   | 요절                                                                                             |
|      | 클레망틴                      | 1817년 3월 6일   | 1907년 2월 16일(89세)  | 아우구스트 폰 작센코부르크고타 공작과 결혼, 3남 2녀 불가리아 왕국의 차르 페르디난드 1세의 어머니 |
|      | 프랑수아                      | 1818년 8월 14일  | 1900년 6월 16일(81세)  | 브라질 제국 페드루 1세의 4녀 프란시스카와 결혼, 1남 2녀                                          |
|      | 샤를                          | 1820년 1월 1일   | 1828년 7월 25일(8세)   | 요절                                                                                             |
|      | 앙리                          | 1822년 1월 16일  | 1897년 5월 7일(75세)   | 양시칠리아 왕국 페르디난도 1세의 손녀 마리아 카롤리나와 결혼, 7남 1녀                            |
|      | 앙투안                        | 1824년 7월 31일  | 1890년 2월 4일(65세)   | 스페인 페르난도 7세의 차녀 루이사 페르난다와 결혼, 4남 5녀                                       |

## 기타
그는 몇 장의 사진을 남겼으며 그는 프랑스에서 사진을 남긴 최초의 군주였다. 1843년 그는 다게레오타이프 형식의 사진을 촬영했다. 그 다음으로 사진을 남긴 프랑스의 군주는 나폴레옹 1세의 친동생 제롬 보나파르트였다.

## 같이 보기
- 아카로아

## 참고 문헌
- Latner, Richard B. (2002). 〈Andrew Jackson〉.   Graff, Henry. 《The Presidents: A Reference History》 7판. 101–123쪽. ISBN 0-684-80551-0.